# Wu Li
Wu Li (surnom : Yushan, nom de pinceau : Mojing) est un peintre de paysage, poète et calligraphe chinois, originaire de Changshu, province du Jiangsu. Il nait vers 1632, et meurt 1718 à Shanghai.

## Biographie
Le père de Wu Li meurt alors que celui-ci est enfant. La famille se trouve réduite à la pauvreté. Dès son jeune âge, Wu Li assure sa subsistance et celle de sa mère en vendant ses peintures. Sa mère et sa femme meurent à ses trente et un ans. Profondément abattu, il cherche une consolation dans la religion. Il commence par étudier le bouddhisme en découle l'un de ses surnoms (Bouddhiste Laïc  de la Source des Pêchers), puis il entre en contact avec le catholicisme.
Wu Li se convertit à cinquante ans et entre dans la Compagnie de Jésus. Si l'on en croit les archives chinoises, il visite l'Occident, mais en réalité, il ne va pas plus loin que Macao, île côtière au sud de la Chine qui est colonie portugaise. Il y fait ses études religieuses puis, de retour sur le continent, dans le delta du fleuve bleu, il évangélise dans les régions de Jiading et de Shanghai. Il est enterré  au cimetière jésuite de Shanghai sous le nom chrétien de Acunha.

## Les Six Maîtres du début des Qing
Wu est avec Yun Shouping souvent associé avec les Quatre Wang pour former les Six Grands Maîtres orthodoxes du début de la dynastie Qing. Grand ami de Wang Hui, dont il a presque le même âge, il est comme lui élève de Wang Shimin. Ils sont regroupés pour plusieurs raisons : ils sont contemporains et leurs vies couvrent tout un siècle, de la fin des Ming au début des Qing. Ils sont étroitement liés les uns avec les autres, soit par le sang, soit dans des relations de maître à élève. Ils travaillent dans une étroite proximité et, plus important, ils suivent les mêmes traditions et partagent des intérêts communs.

## Style et traditions
La peinture de Wu Li ne porte pas de trace d'influence occidentale. Comme chez les Quatre Wang, elle est toute tournée vers les maîtres du passé des Song et des Yuan, notamment vers Huang Gongwang. Dans ses paysages, d'un style sec et intellectuel, certaines formes n'appartiennent qu'à lui : les pics et les bancs rocheux qui se tordent de façon particulière, les grandes masses composées d'éléments plus petits, enflés, voire pointus, au sommet ou sur les flancs, qui paraissent exercer une pression dans la direction opposée et confèrent de la tension à l'ensemble. Les contours de rochers et les troncs d'arbres sont constitués de points d'encre (dian) répétés qui leur donnent une texture de fourrure, technique qui provient de Wang Shimin.
De par leurs vues sur l'art et leur style artistique, les Six Maîtres appartiennent à la catégories des peintres lettrés. Au lieu de représenter fidèlement des montagnes et des rivières, ils se servent de la nature pour exprimer leurs sentiments, convictions et émotions. Ils veulent montrer dans leurs œuvres «les montagnes et vallées de leur esprit». Et même s'ils mettent en avant  l'importance de suivre les traditions lettrées, ils essaient en fait de trouver un havre de paix spirituel dans un monde tumultueux.

## Description d'un paysage animé

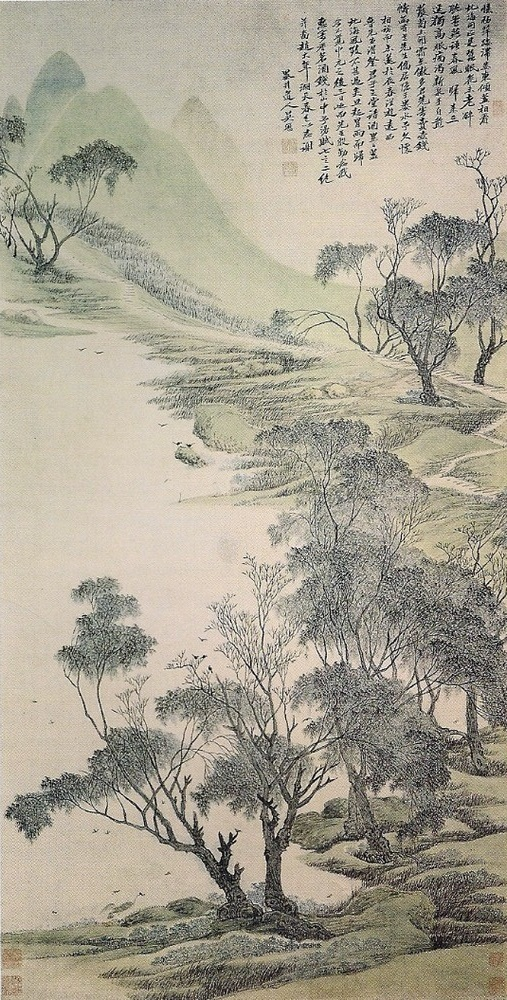
Printemps sur le lac, 1676, musée de Shanghai

Printemps sur le lac représente une scène paisible dans le delta du fleuve bleu : la rive sinueuse d'un lac, bordée de saules et de roseaux. Un étroit sentier serpente le long de la berge; à l'arrière-plan, les montagnes sont enveloppées de brume. Sur le lac, des canards barbotent et cherchent leur nourriture, tandis que de petits oiseaux sont perchés dans les arbres. Le vert prédomine : les herbes sur les pentes de la berge et les tendres bourgeons sur les arbres imprègnent la peinture d'un sentiment de renouveau de la vie. La scène paraît naturelle, on peut la situer n'importe où dans le delta du fleuve bleu.
Bien que les œuvres réalisées par Wu Li dans les dernières années de sa vie montrent un travail au pinceau plus habile et plus mûr, ils ne sont plus aussi vivants que celui-ci, qui semble avoir été peint directement d'après nature.

## Esthétique et créativité
Les idées de Wu Li sur la créativité et l'esthétique sont totalement différentes de celles des Quatre Wang. «Mes peintures ne recherchent pas la ressemblance formelle et ne tombent pas dans les styles tout faits. Vous pouvez les dire vivantes et libres». Il ne se contente pas d'imiter ses prédécesseurs : pour lui, le modèle n'est pas la règle. D'un autre côté, il ne déprécie pas non plus les anciens. Il insiste sur le fait que les artistes «tirent leur substance des peintres du passé», mais il leur demande de « regarder les montagnes et les fleuves eux-mêmes et de laisser les choses réelles les inspirer [Wu Li, Mo jing hua ha (Notes de Mo Jing sur la peinture), in ibid., 202] ». Un artiste ne peut peindre un sujet que s'il l'émeut profondément.
Ses peintures montrent souvent des vues de la mer et des banians, réminiscences de ses voyages à Macao et Fuzhou. Il emploie l'ombre, la perspective et le contraste, qui sont à l'époque des techniques occidentales. Depuis le choix des sujets jusqu'au style et à la technique, ses peintures diffèrent de celles des cinq autres maîtres, bien qu'elles conservent de nombreux éléments de la tradition chinoise.
Les Six Maîtres sont les figures principales de l'École Orthodoxe du paysage. Cette école nait à la fin des Ming, quand les écrits de Dong Qichang regroupent les styles des lettrés amateurs de l'École du Sud en une tradition Orthodoxe. Des styles de peinture jadis privés et voués à l'expressivité se formalisent, deviennent conventionnels et répétitifs. Les praticiens emploient les styles Song et Yuan, et créaient des variations à leur manière en mettant les théories de Dong en pratique

## Œuvres
- Dix éventails signés de paysages, musée des Beaux-Arts de Boston
- Myriade de vallées et odeur des pins, signé, Musée d'art de Cleveland
- Album de petits paysages, vraisemblablement  des copies, Londres British Museum
- Paysage avec un lettré dans une hutte, inscription datée 1703, New York, Metropolitan Museum of Art
- Ruisseau de montagne, d'après Wu Zhen, Pékin, musée du Palais
- Paysage de montagnes, pont sur la rivière, Pékin, musée du Palais
- Études de paysages d'après des maîtres anciens, Pékin, musée du Palais.
- Paysage dans le style de Wu Zhen, encre et couleur légères sur papier, rouleau en hauteur, Taipei, musée national du Palais.
- Nuages blancs et montagnes vertes, encre et couleur sur soie, rouleau en longueur, Taipei, musée national du Palais.
- En barque sur le fleuve au pied d'un temple bouddhiste, feuille d'album, encre et couleurs légères sur papier, Taichung (Collection du Musée du Palais)
- Paysage, d'après Wang Meng, poème du peintre daté 1707, Washington DC, (Freer Gallery of Art)